# Cyborg (Film)
Cyborg ist ein US-amerikanischer Endzeit-Actionfilm des Regisseurs Albert Pyun mit dem belgischen Schauspieler Jean-Claude Van Damme in der Rolle des Slingers Gibson Rickenbacker. Produziert wurde der Film von Cannon Films. 2013 wurde unter dem Titel Slinger – Albert Pyun’s Director’s Cut of Cyborg eine Neufassung des Films veröffentlicht. Der Film startete am 22. Juni 1989 in den deutschen Kinos.

## Handlung
New York City irgendwann in einer fernen Zukunft: Die Erde liegt in Schutt und Asche. Von absolutem Chaos und einer tödlichen Seuche bedroht, hat sich die Welt in einen finsteren Albtraum verwandelt. Die letzten noch lebenden Ärzte und Wissenschaftler, die in Atlanta sind, haben es sich zur Aufgabe gemacht, die Seuche mit allen ihnen zur Verfügung stehenden Mitteln zu bekämpfen.
Tatsächlich gelingt es ihnen, ein Heilmittel zu entwickeln. Um die Wirkung zu testen, macht sich der Cyborg Pearl Prophet in ihrem Auftrag auf den Weg von Atlanta nach New York, um eine nur dort mögliche Computeranalyse vorzunehmen. Doch nachdem sie alle Informationen gesammelt und gespeichert hat, fällt sie in die Hände einer Plündererbande und ihres sadistischen Anführers Fender Tremolo, der von dem Heilmittel erfahren hat. Fender hat mit seinen Leuten ein Imperium des Schreckens aufgebaut und fürchtet nun um seine Macht, denn in einer gesunden Gesellschaft würde man seinen mörderischen Terror keinesfalls dulden. Er will das Medikament für sich, um damit stattdessen seine Machtposition in dieser finsteren Welt zu festigen. Doch Gibson Rickenbacker, ein Slinger, auch Bodyguard genannt, dessen Familie von Fender und seinen Männern grausam ermordet worden war, ist ihm dicht auf den Fersen mit dem Vorsatz, sich an ihm wegen dem Geschehenen zu rächen.
Als er zufällig von all dem erfährt, setzt er zusätzlich alles daran, den Cyborg zu befreien und damit auch das Heilmittel für die Menschheit zu retten. Dabei hilft ihm Nady Simmons, als sie auch zufällig davon erfährt. Als der Kampf beginnt, erkennt Gibson, dass einer der Piraten, die Fender folgen, Haley ist, eine junge Frau die zu seiner Familie gehörte und von der er glaubte, dass sie genau wie die anderen auch tot sei. Er erkennt auch, dass sie von Fender seelisch kaputtgemacht wurde, so dass er sie seitdem kontrolliert, wobei sie aber immer noch tief im Innern sie selbst ist.
So macht er sich daran, auch sie von Fender zu retten. Der Kampf dauert so an, bis es zum Showdown in Atlanta kommt. Dort wird Nady getötet, aber es gelingt Gibson, seinen Widersacher Fender und dessen Piratenfreunde mit ihrer Hilfe auszuschalten, Haley vom Einfluss von Fender zu befreien und zu retten, ein Ereignis das die seelischen Wunden beider heilt, und Pearl zu befreien. Nach dem Kampf sorgen Gibson und Haley dafür, dass Pearl ihren Bestimmungsort in Atlanta erreicht, so wie es von Anfang an geplant war, damit sie dort die Computerinformationen über die Wirkung des Heilmittels überbringen kann als Teil ihres Planes das Heilmittel fertigstellen zu können. Danach verlassen beide den Ort, um andere wie Fender aufzuhalten.

## Produktion
Der Film kostete 500.000 US-Dollar und wurde an 23 Tagen in Wilmington, North Carolina gefilmt. Er spielte an den Kinokassen etwa 10,2 Millionen US-Dollar ein.
Cyborg ist eine Verwertung von Kostümen, Kulissen und bereits gedrehtem Material der zu diesem Zeitpunkt eigentlich von der Produktionsfirma Cannon Films geplanten Verfilmung von Spider-Man und der Fortsetzung von Masters of the Universe. Aufgrund ausgebliebener Zahlungen an Marvel und Mattel verlor man die Rechte an den beiden Franchises, und beide Produktionen wurden abgebrochen. Um die bereits getätigten Investitionen nicht vollständig zu verlieren, wurde mit den zur Verfügung stehenden Mitteln Cyborg gedreht. Aus diesem Grund wurde Cyborg im US-amerikanischen Fernsehen teilweise unter dem falschen Titel Masters of the Universe II: The Cyborg gezeigt.
Für die Kreuzigungsszene musste Jean-Claude Van Damme acht Stunden am Kreuz ausharren, bis diese Szene vollständig abgedreht war.
Van Damme wurde 1994 von seinem filmischen Gegenspieler Jackson Pinckney auf Zahlung von 500.000 US-Dollar verklagt. Er hatte diesen während der Dreharbeiten bei einer Angriffszene mit einem Messer schwer verletzt. Pinckney verlor dabei sein linkes Auge. Van Damme bezeichnete den Vorfall vor Gericht als unglücklichen Unfall. Pinckney wurden 485.000 US-Dollar zugesprochen.
Die Namen der Figuren sind Markennamen oder Begriffe aus dem Musikbereich (Gibson, Rickenbacker, Fender, Tremolo, Marshall, Strat, Pearl, Prophet etc.)
Ex-Bodybuilder Ralf Moeller spielt eine Nebenrolle, wird in Vor- und Abspann allerdings als Rolf Muller gelistet.

## Veröffentlichung
Der Film startete am 7. April 1989 in den US-Kinos, der deutsche Start erfolgte am 22. Juni 1989.
Aufgrund seiner ausufernden und äußerst gewalttätigen Auseinandersetzungen wurde der Film bis zur Veröffentlichung der MGM-DVD auch in der FSK-18-Fassung nur gekürzt herausgebracht. Ausstrahlungen im Free-TV waren stets derart zensiert, dass die Netto-Spieldauer oftmals nur 60 Minuten betrug, da nahezu jede Gewaltszene entfernt wurde.
Am 2. Oktober 2003 erschien der Film erstmals ungekürzt mit einer SPIO/JK-Freigabe in Deutschland. Die Indizierung wurde Ende Februar 2012 aufgehoben.
Im Dezember 2013 erschien der Director’s Cut auf BluRay, welcher bislang nur vom Regisseur direkt zu beziehen war und als VHS-Master vorlag. Durch die Zusammenfügung mit der Kinofassung ergibt sich bei einer FSK-16 Freigabe eine völlig neue Filmversion mit ständigen Qualitätsschwankungen. Zudem wurde eine komplette Neusynchronisation angefertigt.

## Synchronisation
Die deutschsprachige Synchronisation der ursprünglichen Kinoversion erfolgte bei der Hermes Synchron in Berlin nach einem Dialogbuch von Ronald Nitschke, der auch die Dialogregie übernahm. Im Zuge der Veröffentlichung des Director’s Cut im Jahr 2013 entstand bei der LAB SIX sound & media solutions in Heilbronn eine neue Synchronfassung.
| Darsteller/in         | Deutsche Synchronstimme                            | Rolle               |
| --------------------- | -------------------------------------------------- | ------------------- |
| Jean-Claude Van Damme | Mathias Einert Director’s Cut: Charles Rettinghaus | Gibson Rickenbacker |
| Vincent Klyn          | Thomas Danneberg                                   | Fender Tremolo      |
| Alex Daniels          | Martin Keßler                                      | Marshall Strat      |
| Deborah Richter       | Maud Ackermann Director’s Cut: Christina Rieth     | Nady Simmons        |
| Dayle Haddon          | Ulrike Möckel                                      | Pearl Prophet       |

## Kritik
Rotten Tomatoes verzeichnete bei 18 ausgeswerteten Kritiken nur 22 % positive. Der Metascore bei Metacritic liegt bei 24, basierend auf 8 Kritiken.
Das Lexikon des internationalen Films rät vom Film ab und urteilt, dass der Film eine äußerst fragwürdige Kombination aus niedrigsten Rache- und Allmachtsphantasien mit der ‚Ästhetik‘ abstoßender Gewaltszenen sei.

## Fortsetzungen
- 1993: Cyborg 2
- 1994: Cyborg 3 – The Recycler
- 2014: Cyborg Nemesis – The Dark Rift (Prequel)